# Instituto Aço Brasil
Instituto Aço Brasil é a entidade de classe que representa as empresas brasileiras produtoras de aço. 
É a associação sucessora ao Instituto Brasileiro de Siderurgia (IBS), entidade fundada em 31 de maio de 1963.
Em agosto de 2009, houve a mudança de nome da entidade de classe para Instituto Aço Brasil, com adoção de uma nova logomarca.
Os membros associados são: Aço Verde do Brasil, Aperam, ArcelorMittal, Gerdau, Sinobras, Ternium, Usiminas, Vallourec, e Villares Metais.
Não faz parte do Instituto Aço Brasil a Companhia Siderúrgica Nacional (CSN), que se desfiliou no começo de 2019.